# Seen im Lake District
Dieser Artikel verzeichnet die Seen, Bergseen (Tarn) und Stauseen im Lake District in Cumbria, England und die Eigenschaften der 20 größten Seen.

## Natürliche Seen und Stauseen
- Alcock Tarn, östlich von Grasmere, unterhalb von Heron Pike
- Allan Tarn, südlich des Coniston Water
- Angle Tarn, bei Langdale, nördlich von Bowfell
- Angle Tarn, bei Patterdale, an den Angletarn Pikes
- Arnsbarrow Tarn, östlich von Coniston Water
- Ayside Tarn
- Barfield Tarn, bei Bootle
- Bassenthwaite Lake
- Beacon Tarn in den Blawith Fells, westlich von Coniston Water
- Beckhead Tarn zwischen Kirk Fell und Great Gable
- Bigland Tarn nahe Haverthwaite
- Blackbeck Tarn auf dem Haystacks
- Bleaberry Tarn, nördlich des Red Pike, nahe Buttermere
- Blea Tarn, nahe Boot, im Eskdale-Tal
- Blea Tarn, zwischen dem Great Langdale und dem Little Langdale Tal
- Blea Tarn, am Watendlath Fell, nördlich von Ullscarf
- Blea Water, unterhalb des High Street
- Blelham Tarn, westlich von Windermere
- Blind Tarn, westlich des Old Man of Coniston
- Bolton’s Tarn, zwischen Kendal und Windermere
- Borrans Reservoir, bei Windermere
- Boretree Tarn, westlich des südlichen Endes von Windermere
- Bowscale Tarn, am Bowscale Fell
- Broadcrag Tarn, südwestlich des Scafell Pike, offiziell der höchste See des Lake Districts
- Brothers Water zwischen Kirkstone Pass und Ullswater
- Brown Cove Tarn, westlich des Catstye Cam
- Burney Tarn, bei Great Burney in den Furness Fells
- Burnmoor Tarn, zwischen Eskdale und Wasdale
- Buttermere
- Carlside Tarn, nahe Skiddaw
- Chapelhouse Reservoir, südöstlich von Uldale
- Codale Tarn, östlich von High Raise und den Langdale Pikes
- Cogra Moss, zwischen Ennerdale Water and Loweswater
- Coniston Water
- Crummock Water
- Cunswick Tarn, bei Kendal
- Dalehead Tarn, zwischen Dale Head und High Spy
- Derwent Water
- Devoke Water
- Dock Tarn, östlich von Rosthwaite, südlich von Watendlath
- Dockey Tarn, am Heron Pike
- Dry Tarn, oberhalb vom Sty Head Pass
- Dubbs Reservoir, bei Troutbeck Bridge
- Easedale Tarn, westlich von Grasmere
- Eel Tarn, in Eskdale
- Elter Water
- Ennerdale Water
- Esthwaite Water
- Flass Tarn, Wasdale
- Floutern Tarn, nördlich vom Great Borne
- Foxes Tarn, südöstlich von Sca Fell, gilt als zweithöchster See des Lake Districts
- Galls Tarn, bei Troutbeck Bridge
- Ghyll Head Reservoir, bei Windermere
- Ghyll Pool
- Goat’s Water, westlich vom Old Man of Coniston
- Grasmere
- Green Hows Tarn
- Green Hows Upper Tarn
- Greenburn Reservoir, südlich des Wrynose Pass
- Greendale Tarn, am Middle Fell nahe Wasdale
- Grisedale Tarn, zwischen Fairfield und Dollywaggon Pike
- Grizedale Tarn
- Gurnal Dubs, westlich von Garnett Bridge
- Hard Tarn, am Nethermost Pike
- Harrop Tarn, in den Wythburn Fells, westlich von Thirlmere
- Haskew Tarn, bei Swindale
- Haweswater Reservoir
- Hayeswater
- Helton Tarn, nordwestlich vom Witherslack
- High Dam Tarn, westlich des Südendes von Windermere
- High House Tarn, südlich Glaramara
- High Moss, auf den Claife Heights
- High Newton Lower Reservoir
- High Newton Upper Reservoir
- High Taggleshaw
- Hodson’s Tarn
- Holehouse Tarn, am Stainton Pike
- Innominate Tarn, am Haystacks
- Kelly Hall Tarn
- Kemp Tarn
- Kentmere Reservoir
- Kentmere Tarn
- Knipe Tarn, südöstlich von Bowness-on-Windermere
- Lambfoot Dub
- Lanty Tarn, südöstlich von Ullswater
- Lanty’s Tarn, westlich von Patterdale
- Latrigg Tarn, nördlich von Troutbeck Bridge
- Launchy Tarn im Launchy Gill
- Launchy Tarn am Dale Head
- Levers Water, auf der Südostseite des Coniston Fells
- Lily Tarn
- Lincomb Tarns
- Lingmoor Tarn, am Lingmoor Fell
- Linskeldfield Tarn
- Little Langdale Tarn
- Little Tarn, nahe Orthwaite, südlich von Uldale
- Littlewater Tarn, nahe Bampton
- Long Moss, nahe Torver
- Loughrigg Tarn, unterhalb des Loughrigg Fell
- Low Birker Tarn
- Low Dam Tarn
- Low Taggleshaw
- Low Tarn, südlich des Red Pike, zwischen Yewbarrow und dem Bergrücken von Seatallan und Haycock
- Low Water, nördlich des Old Man of Coniston
- Loweswater
- Meadley Reservoir, am Flat Fell, Ennerdale
- Middle Taggleshaw
- Middle Tarn
- Middlerigg Tarn
- Mortimere
- Moss Dub, im Ennerdale Forest am River Liza
- Moss Eccles Tarn, zwischen Windermere und Esthwaite Water
- Muncaster Tarn
- Nor Moss, auf den Claife Heights
- Out Dubs Tarn, südlich von Esthwaite Water
- Over Water, südlich von Uldale
- Parkgate Tarn, nahe Eskdale
- Potter Tarn, westlich von Garnett Bridge
- Priest Pot, am Esthwaite Water
- Ratherheath Tarn
- Red Tarn, unterhalb des Gipfels des Helvellyn
- Red Tarn, zwischen Cold Pike und Pike of Blisco
- Robinson’s Tarn
- Roudsea Tarn
- Rough Hill Tarn
- Rydal Water
- Scalebarrow Tarn
- The Scale Tarn, zwischen Windermere und Esthwaite Water
- Scales Tarn, unterhalb des Gipfels von Blencathra und Sharp Edge
- Scoat Tarn, unterhalb von Red Pike und Scoat Fell
- School Knott Tarn, südöstlich des Ortes Windermere
- Seathwaite Tarn, westlich der Coniston Fells
- Simpson Ground Reservoir, östlich von Staveley-in-Cartmel
- Siney Tarn, nördlich von Eskdale
- Skeggles Water, zwischen Kentmere und Longsleddale
- Slew Tarn
- Small Water, zwischen Mardale Ill Bell und Harter Fell
- Sow How Tarn
- Sprinkling Tarn, zwischen Scafell Pike und Seathwaite Fell
- Stickle Tarn, am Stickle Pike bei Dunnerdale
- Stickle Tarn, unterhalb des Pavey Ark bei den Langdale Pikes
- Stonehills Tarn
- Stony Tarn
- Styhead Tarn, am Beginn des Styhead Gill, am Sty Head Pass, zwischen Scafell Pike und Great Gable
- Summit Tarn Haystacks
- Tarn at Leaves am Rosthwaite Fell
- Tarn Hows
- Tewet Tarn, unterhalb von Low Rigg nahe St John’s in the Vale
- Thirlmere
- Three Dubs Tarn, zwischen Windermere und Esthwaite Water
- Three Tarns, zwischen Bowfell und Crinkle Crags
- Tom Tarn
- Tosh Tarn, südöstlich von Wast Water, nahe dem River Irt
- Ullswater
- Ustick Moss, auf den Claife Heights
- Wast Water
- Watendlath Tarn
- Wharton Tarn
- Wet Sleddale Reservoir
- Windermere
- Wise Een Tarn, zwischen Windermere und Esthwaite Water
- Wood Houses Tarn
- Woodhow Tarn, südöstlich von Wast Water, nahe dem River Irt
- Wraymires Tarn, zwischen Winderemere und Esthwaite Water
- Wythburn Head Tarns
- Yew Tree Tarn, zwischen dem Holme Fell und Tarn Hows

## Stauseen und Seen, die nicht mehr existieren
- Baystone Bank Reservoir, östlich vom Black Combe (nicht weiter genutzt und 2011 abgerissen)[1]
- Keppel Cove Tarn, nördlich von Catstycam, Damm von einer Flut 1931 zerstört

## Eigenschaften der 20 größten Seen
| Name               | Länge (km) | Max. Breite (km) | Fläche (km²) | Volumen (m³ × 106) | Durchschnittliche Tiefe (m) | Max. Tiefe (m) | Höhe (m) | Retention (Tage) | Trophiestufen                                                           |
| ------------------ | ---------- | ---------------- | ------------ | ------------------ | --------------------------- | -------------- | -------- | ---------------- | ----------------------------------------------------------------------- |
| Bassenthwaite Lake | 6,2        | 1,1              | 5,3          | 27,9               | 5,3                         | 19,0           | 68       | 30               | eutroph                                                                 |
| Blelham Tarn       | 0,67       | 0,29             | 0,1          | 0,7                | 6,8                         | 14,5           | 42       | 50               | eutroph                                                                 |
| Brothers Water     | 0,598      | 0,432            | 0,1907       |                    | 7,2                         | 15,0           | 157      | 21               | oligotroph                                                              |
| Buttermere         | 2,0        | 0,54             | 0,9          | 15,2               | 16,6                        | 28,6           | 100,3    | 140              | oligotroph /mesotroph                                                   |
| Coniston           | 8,7        | 0,73             | 4,9          | 113,3              | 24,1                        | 56,1           | 43,6     | 340              | mesotroph/oligotroph                                                    |
| Crummock Water     | 4,0        | 0,85             | 2,5          | 66,4               | 26,7                        | 43,9           | 97,8     | 200              | oligotroph /mesotroph                                                   |
| Derwent Water      | 4,6        | 1,91             | 5,4          | 29,0               | 5,5                         | 22,0           | 75       | 55               | mesotroph                                                               |
| Elter Water        | 1          | 0,4              | 0,1637       |                    | 3,3                         | 7,0            | 53       | 20               | äußerer See: mesotroph mittlerer See: eutroph innerer See: hypereutroph |
| Ennerdale Water    | 3,8        | 1,1              | 3,0          | 53,2               | 17,8                        | 42,0           | 112,2    | 200              | oligotroph /mesotroph                                                   |
| Esthwaite Water    | 2,5        | 0,62             | 1            | 6,4                | 6,4                         | 15,5           | 65,2     | 100              | eutroph / hypereutroph                                                  |
| Grasmere           | 1,6        | 0,6              | 0,6          | 5                  | 7,7                         | 21,5           | 63,4     | 25               | eutrophic                                                               |
| Haweswater         | 6,9        | 0,9              | 3,9          | 76,6               | 23,4                        | 57             | 246      | 500              | mesotroph                                                               |
| Loughrigg Tarn     | 0,4        | 0,3              | 0,10         |                    | 6,9                         | 10,3           | 97       | 117              | eutroph / mesotroph                                                     |
| Loweswater         | 1,8        | 0,55             | 0,6          | 5,4                | 8,4                         | 16,0           | 125      | 150              | mesotroph                                                               |
| Rydal Water        | 1,2        | 0,36             | 0,3          |                    | 4,4                         | 18             | 53       | 9                | eutroph / mesotroph                                                     |
| Thirlmere          | 6          | 0,78             | 3,3          | 52,5               | 16,1                        | 46             | 178      | 280              | oligotroph                                                              |
| Ullswater          | 11,8       | 1,02             | 8,9          | 223                | 25,3                        | 63             | 145      | 350              | oligotroph / mesotroph                                                  |
| Wastwater          | 4,8        | 0,82             | 2,9          | 115,6              | 40,2                        | 76             | 61       | 350              | oligotroph                                                              |
| Windermere         | 16,8       | 1,6              | 14,8         | 314,5              | 21,25                       | 64,0           | 39,0     |                  | leicht eutroph                                                          |
| Windermere (Nord)  | 7          | 1,6              | 8,1          | 201,8              | 25,1                        | 64             | 39       | 180              | leicht eutroph                                                          |
| Windermere (Süd)   | 9,8        | 1                | 6,7          | 112,7              | 16,8                        | 42             | 39       | 100              | leicht eutroph                                                          |

Es ist zu beachten, dass der Bassenthwaite Lake als einziges Gewässer den Zusatz Lake (engl. See) hat. Größere Gewässer werden im Allgemeinen als „mere“ oder „water“ bezeichnet und die kleineren als „Tarn“. Einige Autoren besonders in den Medien sprechen gerne vom „Lake Windermere“, auch wenn dies nicht gern gesehen wird.
Es soll rund 1.000 Seen der unterschiedlichsten Größen im Lake District geben; dies ist nur eine kleine Zusammenstellung, deren Erweiterung erwünscht ist.

## Nachweise
1. ↑  Dam-busters will put part of Cumbria back together (Seite nicht mehr abrufbar, festgestellt im Mai 2019. Suche in Webarchiven)  Info: Der Link wurde automatisch als defekt markiert. Bitte prüfe den Link gemäß Anleitung und entferne dann diesen Hinweis. auf: Northwest Evening Mail 24. Februar 2011, abgerufen am 7. Juli 2015.
2. ↑  Soweit nicht anders angegeben, wurden alle Angaben hier von Jane McNamara von der Environment Agency zusammengestellt. Die Daten sind nicht mehr online abrufbar.
3. ↑  Ein ungefährer Mittelwert.
4. ↑  PDF bei nora.nerc.ac.uk
5. ↑  Die Werte für den gesamten See wurden über die beiden hier angegebenen Seeteile ermittelt.